# Cadence of Hyrule
Cadence of Hyrule — Crypt of the NecroDancer Featuring The Legend of Zelda es un videojuego indie de ritmo roguelike desarrollado por Brace Yourself Games, y lanzado el 13 de junio de 2019 para Nintendo Switch.
El juego es un spin-off y crossover de Crypt of the NecroDancer con The Legend of Zelda, que combina el movimiento basado en el ritmo y la mecánica de combate con elementos que recuerdan a los títulos anteriores de la franquicia Zelda (como el juego original de NES y A Link to the Past). 

## Jugabilidad
Siguiendo los juegos de Zelda con perspectiva a vista de pájaro, el juego presenta un mapa mundial que se genera de manera procesal. A diferencia del propio NecroDancer, el mapa completo persiste a través de un solo archivo de guardado y no se regenera después de una muerte y reaparición. Ciertos segmentos del mapa incluyen ubicaciones clave como ciudades, mazmorras y tiendas, mientras que otros incluyen piedras sheikah especiales que se pueden usar como puntos de reaparición y para viajes rápidos. Cuando un segmento del mapa contiene enemigos, el jugador (que puede jugar como Link, Princesa Zelda, o Cadence, protagonista de Crypt of the NecroDancer) debe controlar a su personaje moviéndose y atacando al ritmo de la música, y los enemigos tienen movimientos predeterminados y patrones de ataque que también siguen el ritmo. El jugador puede moverse y explorar libremente el mundo, pero algunas salas de mazmorras pueden requerir que el jugador derrote a todos los enemigos. 
Al igual que con la franquicia principal, las rupias se utilizan como moneda, así como los diamantes, que se pueden usar para comprar consumibles y mejoras permanentes antes de que el jugador reaparezca después de una muerte. A diferencia de NecroDancer, donde los objetos recolectados durante una carrera se pierden cuando un jugador muere, con excepciones, el equipo y las armas (incluidos los pilares de la serie, como el escudo, los contenedores de corazones y el gancho) se conservan después de la muerte. Opcionalmente, el jugador puede activar un modo permadeath o de muerte permanente, lo que obliga al jugador a reiniciar el juego de forma efectiva con la muerte del personaje.
Se encuentra disponible un modo opcional de «ritmo fijo», que elimina los elementos de ajuste de ritmo en tiempo real, y algunos monstruos solo se mueven junto a los movimientos del jugador, similar al movimiento en la mayoría de los juegos de roguelike. El juego también es compatible con un modo de dos jugadores en la misma consola.

## Trama
Cadence of Hyrule sigue a Cadence, que llega a Hyrule, el escenario de los múltiples videojuegos de The Legend of Zelda.

## Desarrollo
Cadence of Hyrule fue desarrollado por Brace Yourself Games, dirigido por Ryan Clark, el creador de Crypt of the NecroDancer, Comenzó su desarrollo cuando Clark se acercó a Nintendo para pedir permiso para usar el contenido de The Legend of Zelda como DLC para el puerto de Nintendo Switch del juego . Clark afirmó que el interés mutuo en la idea creció "más rápido de lo que esperaban". El proyecto eventualmente evolucionó hacia un nuevo título de crossover. El proyecto se describió como una nueva entrada en la serie Crypt of the NecroDancer, a la vez que también se cuida de asegurarse de que funcione como un juego de Legend of Zelda . Clark dijo que estaba emocionado de trabajar con la banda sonora de The Legend of Zelda, debido a las composiciones de la serie, así como al uso de instrumentos como mecánica de juego. Si bien Nintendo ha trabajado con estudios y editores externos más grandes en títulos relacionados con su propiedad intelectual, como Ubisoft, Atlus y Capcom, Cadence of Hyrule es una de las pocas veces que Nintendo ha otorgado sus propiedades a una pequeña empresa independiente. desarrollador.
El compositor Danny Baranowsky proporciona la banda sonora de 25 canciones, que remezcla varias canciones clásicas de Zelda. Parte del estilo pixel art para el juego fue desarrollado por miembros del equipo de arte de Sonic Mania.
El juego se anunció el 20 de marzo de 2019, al final del Nintendo Direct 'Nindies'  y se lanzó el 13 de junio de 2019. Fue publicado por Nintendo en la mayoría de las regiones, mientras que Spike Chunsoft supervisó la distribución en Japón.

## Recepción
The Verge calificó el estilo del juego como un «tiro de bienvenida de encanto retro» en comparación con el más realista The Legend of Zelda: Breath of the Wild.